# NGC 1245
NGC 1245 is een open sterrenhoop in het sterrenbeeld Perseus. Het hemelobject ligt ongeveer 8.155 lichtjaar (2.500 parsec) van de Aarde verwijderd en werd op 11 december 1786 ontdekt door de Duits-Britse astronoom William Herschel.

## Synoniemen
- C 0311+470
- OCl 389
- Mel 18
- Cr 38
- Lund 103
- GC 658
- H 6.25
- h 290